# Wyścig Włoch WTCC 2011
Wyścig Włoch WTCC 2011 – trzecia runda World Touring Car Championship w sezonie 2011 i siódmy z kolei Wyścig Włoch. Rozegrał się on w dniach 14-15 maja 2011 na torze Autodromo Nazionale di Monza w mieście Monza koło Mediolanu w Lombardii we Włoszech. W obu wyścigach zwyciężył Robert Huff z Chevroleta przed swoim zespołowym kolegą Yvanem Mullerem.

## Wypowiedzi zwycięzcy
To był jeden z najtrudniejszych wyścigów w mojej karierze wyścigowej. Myślę, że spędziłem 90% czasu na oglądaniu się za siebie i domyślaniu się co Alain i Yvan zamierzają zrobić. Naprawdę się obawiałem, że mogę mieć problemy z oponami, jak raz w zeszłym roku co kosztowało mnie zwycięstwo. Na ostatnim okrążeniu przyszło mi do głowy, że to może się znowu wydarzyć i wtedy zdałem sobie sprawę, że był problem między Alainem i Yvanem co pomogło mi wypracować przewagę. Od tego momentu jechałem bardzo ostrożnie.

Zrobiłem słaby start, ale Monteiro zrobił równie kiepski i pomógł mi objąć prowadzenie. Wtedy bardzo szybko Yvan zredukował moją przewagę. Dobrą rzeczą w trzymaniu go za sobą było to, że wiesz, że nigdy nie zrobi czegoś złego umyślnie. Zawsze musiałem trzymać wewnętrzną, zostawiając mu brudną część toru. Raz zahamowałem kawałek wcześniej wchodząc w Parabolicę, on był tym zaskoczony i uderzył we mnie. To był wymarzony początek sezonu, ale nadal jest bardzo wcześnie i zostało jeszcze całkiem sporo wyścigów.

## Lista startowa
| Nr | Kierowca           | Zespół                      | Samochód             | Klasa |
| -- | ------------------ | --------------------------- | -------------------- | ----- |
| 1  | Yvan Muller        | Chevrolet                   | Chevrolet Cruze 1.6T | M     |
| 2  | Robert Huff        | Chevrolet                   | Chevrolet Cruze 1.6T | M     |
| 3  | Gabriele Tarquini  | Lukoil – SUNRED             | SEAT León 2.0 TDI    | M     |
| 4  | Aleksiej Dudukało  | Lukoil – SUNRED             | SEAT León 2.0 TDI    | MYJ   |
| 5  | Norbert Michelisz  | Zengő-Dension Team          | BMW 320 TC           | MY    |
| 7  | Fredy Barth        | SEAT Swiss Racing by SUNRED | SEAT León 2.0 TDI    | MYJ   |
| 8  | Alain Menu         | Chevrolet                   | Chevrolet Cruze 1.6T | M     |
| 9  | Darryl O’Young     | Bamboo Engineering          | Chevrolet Cruze 1.6T | MY    |
| 10 | Yukinori Taniguchi | Bamboo Engineering          | Chevrolet Cruze 1.6T | MY    |
| 11 | Kristian Poulsen   | Liqui Moly Team Engstler    | BMW 320 TC           | MY    |
| 12 | Franz Engstler     | Liqui Moly Team Engstler    | BMW 320 TC           | MY    |
| 13 | İbrahim Okyay      | Borusan Otomotiv Motorsport | BMW 320si            | MYJ   |
| 15 | Tom Coronel        | ROAL Motorsport             | BMW 320 TC           | M     |
| 17 | Michel Nykjær      | SUNRED Engineering          | SEAT León 2.0 TDI    | MYJ   |
| 18 | Tiago Monteiro     | SUNRED Engineering          | SEAT León 2.0 TDI    | M     |
| 20 | Javier Villa       | Proteam Racing              | BMW 320 TC           | MY    |
| 21 | Fabio Fabiani      | Proteam Racing              | BMW 320si            | MYJ   |
| 25 | Mehdi Bennani      | Proteam Racing              | BMW 320 TC           | MY    |
| 30 | Robert Dahlgren    | Polestar Racing             | Volvo C30            | M     |
| 35 | Urs Sonderegger    | Wiechers-Sport              | BMW 320 TC           | MY    |
| 65 | Marchy Lee         | DeTeam KK Motorsport        | BMW 320 TC           | MY    |
| 74 | Pepe Oriola        | SUNRED Engineering          | SEAT León 2.0 TDI    | MYJ   |
| Nr | Kierowca           | Zespół                      | Samochód             | Klasa |

| Symbol | Klasa                                   |
| ------ | --------------------------------------- |
| M      | Producent (Manufacturers' Championship) |
| Y      | Niezależny (Yokohama Trophy)            |
| J      | Specyfikacja 2010 (Jay-Ten Trophy)      |

## Wyniki

### Sesje treningowe
| Sesja | Nr | Kierowca    | Zespół    | Samochód             | Czas     | Okr. |
| ----- | -- | ----------- | --------- | -------------------- | -------- | ---- |
| 1     | 2  | Robert Huff | Chevrolet | Chevrolet Cruze 1.6T | 2:00,183 | 9    |
| 2     | 1  | Yvan Muller | Chevrolet | Chevrolet Cruze 1.6T | 1:58,540 | 9    |

### Kwalifikacje
| Poz.    | Nr      |         | Kierowca           | Zespół                      | Samochód             | Q1       | Q2       | Poz. s. R1 | Poz. s. R2 |
| II etap | II etap | II etap | II etap            | II etap                     | II etap              | II etap  | II etap  | II etap    | II etap    |
| ------- | ------- | ------- | ------------------ | --------------------------- | -------------------- | -------- | -------- | ---------- | ---------- |
| 1       | 2       |         | Robert Huff        | Chevrolet                   | Chevrolet Cruze 1.6T | 2:00,515 | 1:59,034 | 1          | 2          |
| 2       | 1       |         | Yvan Muller        | Chevrolet                   | Chevrolet Cruze 1.6T | 2:00,382 | 1:59,131 | 2          | 4          |
| 3       | 8       |         | Alain Menu         | Chevrolet                   | Chevrolet Cruze 1.6T | 2:00,279 | 1:59,433 | 3          | 21         |
| 4       | 5       | Y       | Norbert Michelisz  | Zengő-Dension Team          | BMW 320 TC           | 1:59,961 | 1:59,458 | 4          | 8          |
| 5       | 18      |         | Tiago Monteiro     | SUNRED Engineering          | SEAT León 2.0 TDI    | 2:00,549 | 1:59,574 | 5          | 1          |
| 6       | 9       | Y       | Darryl O’Young     | Bamboo Engineering          | Chevrolet Cruze 1.6T | 2:00,030 | 1:59,866 | 6          | 6          |
| 7       | 11      | Y       | Kristian Poulsen   | Liqui Moly Team Engstler    | BMW 320 TC           | 2:00,005 | 2:00,010 | 7          | 7          |
| 8       | 15      |         | Tom Coronel        | ROAL Motorsport             | BMW 320 TC           | 1:59,907 | 2:00,244 | 8          | 9          |
| 9       | 25      | Y       | Mehdi Bennani      | Proteam Racing              | BMW 320 TC           | 2:00,287 | 2:00,930 | 9          | 5          |
| 10      | 3       |         | Gabriele Tarquini  | Lukoil – SUNRED             | SEAT León 2.0 TDI    | 2:00,511 | 2:01,073 | 10         | 3          |
| I etap  |         |         |                    |                             |                      |          |          |            |            |
| 11      | 20      | Y       | Javier Villa       | Proteam Racing              | BMW 320 TC           | 2:00,803 | –        | 11         | 10         |
| 12      | 74      | Y       | Pepe Oriola        | SUNRED Engineering          | SEAT León 2.0 TDI    | 2:00,861 | –        | 12         | 11         |
| 13      | 12      | Y       | Franz Engstler     | Liqui Moly Team Engstler    | BMW 320 TC           | 2:00,912 | –        | 13         | 12         |
| 14      | 17      | Y       | Michel Nykjær      | SUNRED Engineering          | SEAT León 2.0 TDI    | 2:00,971 | –        | 14         | 13         |
| 15      | 10      | Y       | Yukinori Taniguchi | Bamboo Engineering          | Chevrolet Cruze 1.6T | 2:01,534 | –        | 15         | 14         |
| 16      | 30      |         | Robert Dahlgren    | Polestar Racing             | Volvo C30            | 2:01,823 | –        | 16         | 15         |
| 17      | 7       | Y       | Fredy Barth        | SEAT Swiss Racing by SUNRED | SEAT León 2.0 TDI    | 2:02,008 | –        | 17         | 16         |
| 18      | 4       | Y       | Aleksiej Dudukało  | Lukoil – SUNRED             | SEAT León 2.0 TDI    | 2:02,009 | –        | 18         | 17         |
| 19      | 65      | Y       | Marchy Lee         | DeTeam KK Motorsport        | BMW 320 TC           | 2:04,088 | –        | 19         | 18         |
| 20      | 35      | Y       | Urs Sonderegger    | Wiechers-Sport              | BMW 320 TC           | 2:04,682 | –        | 20         | 19         |
| 21      | 13      | Y       | İbrahim Okyay      | Borusan Otomotiv Motorsport | BMW 320si            | 2:04,790 | –        | 21         | 20         |
|         | 21      | Y       | Fabio Fabiani      | Proteam Racing              | BMW 320si            | 2:08,789 | –        | 22         | 22         |
| Poz.    | Nr      |         | Kierowca           | Zespół                      | Samochód             | Q1       | Q2       | Poz. s. R1 | Poz. s. R2 |

#### Warunki atmosferyczne[3]
| Temperatura toru      | 39/41 °C |
| Temperatura powietrza | 23 °C    |
| Słońce                | tak      |
| Opady deszczu         | nie      |
| Sucho                 |          |

### Wyścig 1
| Poz.              | +/- | Nr |   | Kierowca           | Zespół                      | Samochód             | Okr. | Czas/Strata | Pkt. | Komentarz                         |
| ----------------- | --- | -- | - | ------------------ | --------------------------- | -------------------- | ---- | ----------- | ---- | --------------------------------- |
| 1                 |     | 2  |   | Robert Huff        | Chevrolet                   | Chevrolet Cruze 1.6T | 9    | 18:07,398   | 25   |                                   |
| 2                 |     | 1  |   | Yvan Muller        | Chevrolet                   | Chevrolet Cruze 1.6T | 9    | +1,291      | 18   |                                   |
| 3                 | 2   | 18 |   | Tiago Monteiro     | SUNRED Engineering          | SEAT León 2.0 TDI    | 9    | +4,239      | 15   |                                   |
| 4                 |     | 5  | Y | Norbert Michelisz  | Zengő-Dension Team          | BMW 320 TC           | 9    | +4,269      | 12   |                                   |
| 5                 | 3   | 15 |   | Tom Coronel        | ROAL Motorsport             | BMW 320 TC           | 9    | +4,499      | 10   |                                   |
| 6                 | 1   | 11 | Y | Kristian Poulsen   | Liqui Moly Team Engstler    | BMW 320 TC           | 9    | +5,509      | 8    |                                   |
| 7                 | 1   | 9  | Y | Darryl O’Young     | Bamboo Engineering          | Chevrolet Cruze 1.6T | 9    | +10,506     | 6    |                                   |
| 8                 | 3   | 20 | Y | Javier Villa       | Proteam Racing              | BMW 320 TC           | 9    | +10,798     | 4    |                                   |
| 9                 | 4   | 12 | Y | Franz Engstler     | Liqui Moly Team Engstler    | BMW 320 TC           | 9    | +11,492     | 2    |                                   |
| 10                | 7   | 7  | Y | Fredy Barth        | SEAT Swiss Racing by SUNRED | SEAT León 2.0 TDI    | 9    | +15,366     | 1    |                                   |
| 11                | 2   | 25 | Y | Mehdi Bennani      | Proteam Racing              | BMW 320 TC           | 9    | +18,439     |      |                                   |
| 12                | 2   | 17 | Y | Michel Nykjær      | SUNRED Engineering          | SEAT León 2.0 TDI    | 9    | +18,873     |      |                                   |
| 13                | 2   | 10 | Y | Yukinori Taniguchi | Bamboo Engineering          | Chevrolet Cruze 1.6T | 9    | +19,286     |      |                                   |
| 14                | 2   | 74 | Y | Pepe Oriola        | SUNRED Engineering          | SEAT León 2.0 TDI    | 9    | +20,070     |      |                                   |
| 15                | 1   | 30 |   | Robert Dahlgren    | Polestar Racing             | Volvo C30            | 9    | +30,703     |      |                                   |
| 16                | 5   | 13 | Y | İbrahim Okyay      | Borusan Otomotiv Motorsport | BMW 320si            | 9    | +58,046     |      |                                   |
| 17                | 3   | 35 | Y | Urs Sonderegger    | Wiechers-Sport              | BMW 320 TC           | 9    | +59,018     |      |                                   |
| 18                | 4   | 21 | Y | Fabio Fabiani      | Proteam Racing              | BMW 320si            | 9    | +1:25,422   |      |                                   |
| 19                | 16  | 8  |   | Alain Menu         | Chevrolet                   | Chevrolet Cruze 1.6T | 8    | +1 okr.     |      | wypadł z toru                     |
| 20                | 1   | 65 | Y | Marchy Lee         | DeTeam KK Motorsport        | BMW 320 TC           | 8    | +1 okr.     |      |                                   |
| Niesklasyfikowani |     |    |   |                    |                             |                      |      |             |      |                                   |
|                   |     | 3  |   | Gabriele Tarquini  | Lukoil – SUNRED             | SEAT León 2.0 TDI    | 5    |             |      | uszkodzenia z kolizji z Poulsenem |
|                   |     | 4  | Y | Aleksiej Dudukało  | Lukoil – SUNRED             | SEAT León 2.0 TDI    | 2    |             |      | wypadł z toru                     |
| Poz.              | +/- | Nr |   | Kierowca           | Zespół                      | Samochód             | Okr. | Czas/Strata | Pkt. | Komentarz                         |

#### Najszybsze okrążenie
| Nr | Kierowca    | Zespół    | Samochód             | Czas     | Okr. |
| -- | ----------- | --------- | -------------------- | -------- | ---- |
| 1  | Yvan Muller | Chevrolet | Chevrolet Cruze 1.6T | 1:59,960 | 4    |

#### Warunki atmosferyczne[3]
| Temperatura toru      | 37 °C |
| Temperatura powietrza | 19 °C |
| Słońce                | tak   |
| Opady deszczu         | nie   |
| Sucho                 |       |

### Wyścig 2
| Poz.              | +/- | Nr |   | Kierowca           | Zespół                      | Samochód             | Okr. | Czas/Strata | Pkt. | Komentarz                       |
| ----------------- | --- | -- | - | ------------------ | --------------------------- | -------------------- | ---- | ----------- | ---- | ------------------------------- |
| 1                 | 1   | 2  |   | Robert Huff        | Chevrolet                   | Chevrolet Cruze 1.6T | 9    | 18:10,032   | 25   |                                 |
| 2                 | 2   | 1  |   | Yvan Muller        | Chevrolet                   | Chevrolet Cruze 1.6T | 9    | +0,242      | 18   |                                 |
| 3                 | 4   | 11 | Y | Kristian Poulsen   | Liqui Moly Team Engstler    | BMW 320 TC           | 9    | +3,559      | 15   |                                 |
| 4                 | 3   | 18 |   | Tiago Monteiro     | SUNRED Engineering          | SEAT León 2.0 TDI    | 9    | +6,211      | 12   |                                 |
| 5                 | 16  | 8  |   | Alain Menu         | Chevrolet                   | Chevrolet Cruze 1.6T | 9    | +8,896      | 10   |                                 |
| 6                 |     | 9  | Y | Darryl O’Young     | Bamboo Engineering          | Chevrolet Cruze 1.6T | 9    | +10,089     | 8    |                                 |
| 7                 | 1   | 5  | Y | Norbert Michelisz  | Zengő-Dension Team          | BMW 320 TC           | 9    | +10,780     | 6    |                                 |
| 8                 | 2   | 20 | Y | Javier Villa       | Proteam Racing              | BMW 320 TC           | 9    | +11,054     | 4    |                                 |
| 9                 | 3   | 12 | Y | Franz Engstler     | Liqui Moly Team Engstler    | BMW 320 TC           | 9    | +11,056     | 2    |                                 |
| 10                | 7   | 3  |   | Gabriele Tarquini  | Lukoil – SUNRED             | SEAT León 2.0 TDI    | 5    | +12,800     | 1    |                                 |
| 11                | 3   | 10 | Y | Yukinori Taniguchi | Bamboo Engineering          | Chevrolet Cruze 1.6T | 9    | +19,420     |      |                                 |
| 12                | 1   | 74 | Y | Pepe Oriola        | SUNRED Engineering          | SEAT León 2.0 TDI    | 9    | +21,519     |      |                                 |
| 13                | 2   | 30 |   | Robert Dahlgren    | Polestar Racing             | Volvo C30            | 9    | +23,532     |      |                                 |
| 14                | 4   | 65 | Y | Marchy Lee         | DeTeam KK Motorsport        | BMW 320 TC           | 9    | +27,912     |      |                                 |
| 15                | 6   | 15 |   | Tom Coronel        | ROAL Motorsport             | BMW 320 TC           | 9    | +28,095     |      |                                 |
| 16                | 4   | 13 | Y | İbrahim Okyay      | Borusan Otomotiv Motorsport | BMW 320si            | 9    | +48,069     |      |                                 |
| 17                | 2   | 35 | Y | Urs Sonderegger    | Wiechers-Sport              | BMW 320 TC           | 9    | +52,972     |      |                                 |
| 18                | 4   | 21 | Y | Fabio Fabiani      | Proteam Racing              | BMW 320si            | 9    | +1:27,890   |      |                                 |
| 19                | 3   | 7  | Y | Fredy Barth        | SEAT Swiss Racing by SUNRED | SEAT León 2.0 TDI    | 7    | +2 okr.     |      | ciśnienie paliwa                |
| 20                | 15  | 25 | Y | Mehdi Bennani      | Proteam Racing              | BMW 320 TC           | 7    | +2 okr.     |      | uszkodzenia z kolizji z Barthem |
| Niesklasyfikowani |     |    |   |                    |                             |                      |      |             |      |                                 |
|                   |     | 4  | Y | Aleksiej Dudukało  | Lukoil – SUNRED             | SEAT León 2.0 TDI    | 1    |             |      | wypadł z toru                   |
| Nie wystartowali  |     |    |   |                    |                             |                      |      |             |      |                                 |
|                   |     | 17 | Y | Michel Nykjær      | SUNRED Engineering          | SEAT León 2.0 TDI    | –    |             |      | silnik                          |
| Poz.              | +/- | Nr |   | Kierowca           | Zespół                      | Samochód             | Okr. | Czas/Strata | Pkt. | Komentarz                       |

#### Najszybsze okrążenie
| Nr | Kierowca    | Zespół    | Samochód             | Czas     | Okr. |
| -- | ----------- | --------- | -------------------- | -------- | ---- |
| 1  | Yvan Muller | Chevrolet | Chevrolet Cruze 1.6T | 1:59,355 | 2    |

#### Warunki atmosferyczne[3]
| Temperatura toru      | 34 °C |
| Temperatura powietrza | 18 °C |
| Słońce                | tak   |
| Opady deszczu         | nie   |
| Sucho                 |       |

## Klasyfikacja po rundzie

### Kierowcy
| Poz. | +/- | Kierowca            | Starty | Punkty | P1 | P2 | P3 | PP | NO | NS | DK | NW |
| ---- | --- | ------------------- | ------ | ------ | -- | -- | -- | -- | -- | -- | -- | -- |
| 1    |     | Robert Huff         | 6      | 120    | 4  | –  | –  | 3  | 3  | –  | –  | –  |
| 2    | 2   | Yvan Muller         | 6      | 84     | –  | 3  | 2  | –  | 2  | 1  | –  | –  |
| 3    | 1   | Alain Menu          | 6      | 79     | 1  | 2  | –  | 1  | –  | –  | –  | –  |
| 4    | 1   | Tiago Monteiro      | 6      | 58     | –  | –  | 2  | 1  | –  | –  | –  | –  |
| 5    | 2   | Gabriele Tarquini   | 6      | 52     | 1  | –  | –  | 1  | –  | 1  | –  | –  |
| 6    | 2   | Kristian Poulsen    | 6      | 41     | –  | –  | 1  | –  | –  | 1  | –  | –  |
| 7    | 1   | Tom Coronel         | 5      | 40     | –  | 1  | –  | –  | –  | 1  | –  | 1  |
| 8    | 3   | Norbert Michelisz   | 4      | 28     | –  | –  | –  | –  | –  | –  | –  | –  |
| 9    | 1   | Darryl O’Young      | 6      | 27     | –  | –  | –  | –  | –  | 1  | –  | –  |
| 10   | 3   | Carlos "Cacá" Bueno | 2      | 25     | –  | –  | 1  | –  | –  | –  | –  | –  |
| 11   | 2   | Michel Nykjær       | 5      | 18     | –  | –  | –  | –  | –  | 1  | –  | 1  |
| 12   |     | Javier Villa        | 6      | 15     | –  | –  | –  | –  | 1  | –  | –  | –  |
| 13   | 1   | Franz Engstler      | 6      | 8      | –  | –  | –  | –  | –  | 1  | –  | –  |
| 14   | 1   | Robert Dahlgren     | 6      | 6      | –  | –  | –  | –  | –  | –  | –  | –  |
| 15   |     | Aleksiej Dudukało   | 6      | 2      | –  | –  | –  | –  | –  | 2  | –  | –  |
| 16   | 1   | Mehdi Bennani       | 5      | 1      | –  | –  | –  | –  | –  | 1  | –  | 1  |
| 17   | 1   | Pepe Oriola         | 6      | 1      | –  | –  | –  | –  | –  | –  | –  | –  |
| 18   | 3   | Fredy Barth         | 5      | 1      | –  | –  | –  | –  | –  | 2  | –  | 1  |
| 19   |     | Yukinori Taniguchi  | 6      | 0      | –  | –  | –  | –  | –  | –  | 1  | –  |
| 20   | 2   | Fabio Fabiani       | 6      | 0      | –  | –  | –  | –  | –  | 1  | –  | –  |
| 21   | 1   | Marchy Lee          | 5      | 0      | –  | –  | –  | –  | –  | 1  | –  | 1  |
| 22   | 2   | Urs Sonderegger     | 4      | 0      | –  | –  | –  | –  | –  | –  | –  | –  |
| 23   |     | İbrahim Okyay       | 2      | 0      | –  | –  | –  | –  | –  | –  | –  | –  |
| Poz. | +/- | Kierowca            | Starty | Punkty | P1 | P2 | P3 | PP | NO | NS | DK | NW |

### Producenci
| Poz. | +/- | Producent                      | Starty | Punkty | P1 | P2 | P3 | PP | NO | NS | DK | NW |
| ---- | --- | ------------------------------ | ------ | ------ | -- | -- | -- | -- | -- | -- | -- | -- |
| 1    |     | Chevrolet                      | 6      | 242    | 5  | 5  | 3  | 4  | 5  | 2  | 1  | –  |
| 2    |     | SR Customer Racing             | 6      | 150    | 1  | –  | 2  | 2  | –  | 6  | –  | 2  |
| 3    |     | BMW Customer Racing Teams      | 6      | 132    | –  | 1  | 1  | –  | 1  | 6  | –  | 3  |
| 4    |     | Volvo Polestar Evaluation Team | 6      | 40     | –  | –  | –  | –  | –  | –  | –  | –  |
| Poz. | +/- | Producent                      | Starty | Punkty | P1 | P2 | P3 | PP | NO | NS | DK | NW |